# Myrmeleomastax
Myrmeleomastax is een geslacht van rechtvleugeligen uit de familie Eumastacidae. De wetenschappelijke naam van dit geslacht is voor het eerst geldig gepubliceerd in 1984 door Yin.

## Soorten
Het geslacht Myrmeleomastax  is monotypisch en omvat slechts de volgende soort:
- Myrmeleomastax pulvinella (Yin, 1984)